# Рассказчик (герой Пруста)
Рассказчик (Марсель) (фр. Marcel)) — главный герой цикла романов Марселя Пруста «В поисках утраченного времени» (далее — «Поиски»).

## Имя Рассказчика
Имя Рассказчика — Марсель — упоминается лишь в пятой книге «Поисков», в описании его общения с Альбертиной: «К ней возвращался дар речи; она говорила: „Мой“ — или: „Мой милый“, затем произносила одно или другое имя, данное мне при крещении, а так как у повествователя то же имя, что и у автора этой книги, то получалось: „Мой Марсель“, „Мой милый Марсель!“»; и позднее в записке: «„Дорогой мой Марсель!…“».

## Рассказчик (Марсель) в «Поисках»
Марсель — состоятельный парижанин, «сын правителя министерской канцелярии», вероятно, единственный сын своих родителей, любимец своей бабушки по матери. В детстве, «когда герою-Рассказчику приблизительно девять или десять лет», он проводит со своей семьей летние каникулы в провинциальном городке Комбре, в ранней юности переживает влюблённость в Жильберту Сван, а позднее — гораздо более сильное и сложное чувство к Альбертине. Внешний облик Марселя почти не представлен читателю, в «Поисках» с трудом можно найти лишь несколько малозначимых свидетельств: в бальбекском отеле перед морским купаньем, читатель видит юношу глазами барона де Шарлю: «вы и без того смешны в купальном костюме с вышитыми якорями»; он блондин, невысок ростом (герцогиня Германтская выше него); год спустя после Бальбека приехавшая к Марселю Альбертина, взглянув на его лицо, выразила пожелание, чтобы он «обзавелся усами»; позже, уже после смерти Альбертины, Марсель в разговоре с Андре заметит: «Тут я увидел себя в зеркале; я был поражен сходством между мной и Андре. Если бы я давно не перестал брить усы и если бы от них у меня остался только пушок, сходство было бы почти полным». Некоторые черты своего характера он наследует от своих близких. Когда его приятель Блок лгал ему, юноша-Рассказчик не верил, но и не сердился, — потому что унаследовал черту своей мамы и бабушки: «я не возмущался даже теми, кто поступал гораздо хуже, я никого никогда не осуждал» ; «я, унаследовавший некоторые черты от бабушки, ничего не ждал от людей и не обижался на них — они привлекали меня к себе самим своим разнообразием»; «я унаследовал от бабушки полное отсутствие самолюбия — на грани отсутствия чувства собственного достоинства» (хотя герой и признаётся, что во времена дела Дрейфуса он «несколько раз бесстрашно выходил на дуэль»). В своем характере Марсель обнаруживает и черты тёти Леонии. При этом Марсель — «юноша остро и сложно чувствующий, но совсем не чувственный».

## Герой — Рассказчик — Автор
Герой «Поисков» близок, но не идентичен автору. Он, как и Пруст, принадлежит к обеспеченной буржуазной семье, хотя является сыном не известного врача, а влиятельного чиновника. Он с детства слаб здоровьем, впечатлителен и художественно одарён, стремится заниматься литературой, его, как и Пруста, зовут Марселем. Почти все «Поиски» (за исключением вставной части «Любовь Свана») разворачиваются через сюжет взросления героя и изменения во времени его восприятия. Литературовед А. Д. Михайлов считает этот сюжет первым по значимости среди основных сюжетных линий «Поисков»: «мы можем рассматривать сюжет книги Пруста с точки зрения личной судьбы героя-Рассказчика, сначала мальчика, затем подростка, потом соответственно юноши, человека, приближающегося к поре первой зрелости, а в конце книги — уже человека стареющего, которого подчас начинают не сразу узнавать его бывшие знакомые. Судьба героя как основной сюжет книги прослежена в „Поисках“ достаточно детально… Это сюжет центральный, главный». Биограф Пруста писатель Андре Моруа формулирует сюжет героя «Поисков» как драму «человека необычайно умного и болезненно чувствительного, который с детства умозрительно отправляется на поиски счастья, пытается достичь его во всех формах, но с неумолимой трезвостью отказывается обманывать самого себя, как то делает большинство людей. Они приемлют любовь, славу, свет по их мнимой цене. Пруст, отказываясь от этого, вынужден искать некий абсолют». В выражении идеи этого абсолюта автор и герой-Рассказчик неразделимы: «…моя мечтательность придавала очарование всему, что могло приманить её. И даже в моих чувственных влечениях, всегда устремлённых к единой цели, сосредоточенных вокруг одной грёзы, я мог различить в качестве основной двигательной силы идею, идею, ради которой я пожертвовал бы жизнью и центральным пунктом которой, как во времена моих дневных размышлений с книгой в комбрейском саду, была идея совершенства». Но в иных случаях Герой, Рассказчик и Автор сосуществуют в «Поисках» в более сложных соотношениях:

 Пруст во многих случаях «использует прием сочетания трёх повествовательных регистров. Одним из них можно считать „регистр автора“, который всё в общих чертах продумал (что не мешает ему вносить множество поправок в первоначальный план)… Второй регистр — это „регистр рассказчика“, который — рассказчик — „знает“, как будут развиваться события, как будет протекать действие, так как для него оно — позади, он об этом вспоминает, причём, как уже о достаточно далёком прошлом. Наконец, третий регистр — это „регистр героя“, который он переживает (на худой конец наблюдает), происходящий здесь и сейчас»— А. Д. Михайлов («Поэтика Пруста»).

## Литературное становление героя
«Марсель — невероятный Шерлок Холмс, в высшей степени счастливый в ловле мимолетных жестов и обрывочных историй, которые он видит и слышит». В первой книге «Поисков» — в момент запечатления детского восприятия образа мартенвильских колоколен, — «Пруст делает любопытнейшую вещь: он сталкивает свой нынешний стиль со стилем своего прошлого. Марсель просит бумаги и сочиняет описание этих трёх колоколен, которое рассказчик и воспроизводит. Это первый писательский опыт Марселя, очаровательный, несмотря на то что некоторым сравнениям, скажем, с цветами или с девушками, придана нарочитая детскость». В третьей книге он отыскивает, исправляет и посылает статью с описанием колоколен в «Фигаро», в пятой — всё ещё надеется её обнаружить напечатанной, статья появляется лишь в шестой. Автобиографическое содержание в образе Марселя показывает не столько внешнюю биографию, сколько его внутреннее «трудное, болезненное становление писателем». Поначалу самым трудным было сдвинуться с места, преодолеть инерцию сложившихся привычек: «Ах, если бы я мог, по крайней мере, начать писать! Но в каких бы условиях я не приступал к работе… с увлечением, методически, с удовольствием, отказываясь от прогулки, откладывая её, чтобы потом заслужить как награду, пользуясь тем, что я хорошо себя чувствую, или вынужденным бездействием во время болезни, — мои усилия неизменно увенчивала чистая страница, девственной белизны… Я представлял собой всего лишь орудие привычек не работать». В финале «Поисков» тяжело больной Рассказчик, приступая к работе над задуманной им книгой, признаётся: «Когда-то я был молод, мне всё давалось легко, и мои ученические записки Бергот находил „великолепными“. Но, вместо того чтобы упорно трудиться, я предавался лени, растрачивал себя в удовольствиях, истощал болезнями, заботами, капризами и за своё произведение принялся лишь накануне смерти, не имея никакого представления о ремесле». И в то же время он отмечает, что лень спасла его «от излишнего легкомыслия».

## В экранизациях
- 4 актёра по возрастам Рассказчика (ребёнок: Жорж Дю Френ, подросток: Пьер Миньяр, взрослый: Марчелло Мазарелло, постаревший: Андре Энжель) — «Обретённое время» Рауля Руиса (1999);
- Миша Леско — «В поисках утраченного времени» Нины Компанеец (2011).